# Tommi Pärmäkoski
Tommi Pärmäkoski (* 4. September 1983 in Riihimäki, Finnland) ist ein ehemaliger finnischer Eishockeyspieler, der heute als Eishockey-  und Volleyballtrainer sowie als Physiotherapeut arbeitet. Er betreute vom Herbst 2008 bis zum Ende der Saison 2011 den Formel-1-Rennfahrer Sebastian Vettel. Tommi Pärmäkoski ist mit Krista Pärmäkoski, einer finnischen Langläuferin, verheiratet.

## Werdegang
Tommi Pärmäkoski begann seine Karriere als Eishockeytorwart und war zwischen 2001 und 2003 für Ahmat Hyvinkää in der zweiten finnischen Spielklasse, der Mestis, aktiv. 2003 nahm er ein Studium der Leistungsphysiologie an der Minot State University in North Dakota, Vereinigte Staaten auf und spielte parallel bis 2006 in der American Collegiate Hockey Association für das Eishockeyteam der Universität. 
Zwischen Herbst 2008 und 2011 betreute Pärmäkoski den Formel-1-Rennfahrer Sebastian Vettel als Physiotherapeut und Personal Coach. Am 9. Dezember 2011 wurde bekannt, dass Sebastian Vettel und Tommi Pärmäkoski in Zukunft nicht mehr zusammenarbeiten werden. Pärmäkoski wechselte in den Trainerstab des finnischen Fraueneishockeyteams Oriflame um Jari Risku, welcher gleichzeitig Cheftrainer der finnischen Eishockeynationalmannschaft der Frauen ist. Zwischen 2015 und 2017 war er Co-Trainer der finnischen Frauen-Nationalmannschaft und nahm mit dieser an drei Weltmeisterschaften teil. Zwischen 2017 und 2020 gehörte er dem Trainerstab der Pelicans aus der Liiga an, war unter anderem Cheftrainer der U20-Junioren und ab Oktober 2019 Co-Trainer der Profimannschaft. 
Parallel zu diesen Aktivitäten trainierte er Sportler auf olympischem Niveau am Kuortaneen Urheiluopisto (Sportakademie Kuortane). 2017 war er zudem Co-Trainer der finnischen Volleyballnationalmannschaft der Frauen.